# 伊利尼薩火山
伊利尼薩火山（Illiniza）是厄瓜多爾的層狀火山，位於首都基多西南55公里，是一座休眠火山，有兩個山峰︰南伊利尼薩峰高5,248米，北伊利尼薩峰高5,126米。攀登北伊利尼薩山不需要豐富的攀山經驗，而攀登南伊利尼薩山則較困難。

## 外部連結
- Climbing Trip Report